# الحرية الدينية في باكستان
الحرية الدينية في باكستان مكفولة بموجب الدستور الباكستاني، للأفراد من مختلف الديانات والطوائف الدينية.
حصلت باكستان على الاستقلال في عام 1947، وأُسّست على أساس نظرية الدولتين. أصبحت نظرية الرهينة متبنّاة، وقت تأسيس باكستان. كان يجب معاملة الأقلية الهندوسية في باكستان -وفقا لهذه النظرية- معاملة عادلة، من أجل ضمان حماية الأقلية المسلمة في الهند. قال خواجا ناظم الدين، رئيس وزراء باكستان الثاني: «لا أوافق على أن الدين مسألة تخص الفرد، ولا أوافق على أن كل مواطن في دولة إسلامية لديه نفس الحقوق، بغض النظر عما تكون طائفته، أو عقيدته، أو إيمانه».
يُقدّر أن 95% من الباكستانيين مسلمين (75-95% من السُنّة، و5-20% من الشيعة، و0.22- 2.2% من الأحمديّة، الذين لا يسمح لهم بأن يعتبروا أنفسهم مسلمين)، في حين تشمل الـ 5% المتبقية: الهندوس، والمسيحيين، والسيخ، والزرادشتيين، وأعضاء الديانات الأخرى والملحدين.
حصل تقدم تدريجي في الحرية الدينية، مع انتقال باكستان من إرث ضياء إلى الديمقراطية، وأقرّت السند بأكبر أقلية هندوسية في باكستان، مشروع قانون يحظر التحولات القسرية عن الدين، في عام 2016. وُضع مشروع القانون من قبل فصيل من الرابطة الإسلامية الباكستانية، والذي يتزعمه في السند الزعيم الصوفيّ بير باغارا، ودُعي بـ بّي إم إل-إف، أي فعالية الرابطة الباكستانية الإسلامية.
96% من الباكستانيين مسلمين، ومعظم المقاطعات مسلمة بأغلبية ساحقة، وتعتبر السند المقاطعة الباكستانية الأكثر تنوعًا من الناحية الدينية، والتي تضم أقلية دينية بنسبة 8% (معظمهم من الهندوس وأيضًا المسيحيين)، ولكن لا توجد حماية كبيرة داخل إقليم السند من التحولات القسرية المعاكسة لإرادة الفرد. رفض الحاكم مشروع القانون الذي يحاول حظر التحولات القسرية، الذي أقره مجلس السند بسبب ضغط من علماء الدين، واستمر حدوث التحولات القسرية في جميع أنحاء باكستان.

## موقف الدستور
لم يميّز الدستور الباكستاني الأصلي بين المسلمين وغير المسلمين. أدت التعديلات التي أدخلت خلال عملية الأسلمة التي قام بها الرئيس محمد ضياء الحق، إلى مرسوم الحدود المثير للجدل، ومحكمة الشريعة. حاولت حكومة رئيس الوزراء نواز شريف في وقت لاحق، تطبيق قانون الشريعة، الذي أُقرّ في مايو عام 1991. اتخذت حكومة برويز مشرف خطوات للحد من التعصب الديني لغير المسلمين، بعد حادثة 11 سبتمبر.

## قوانين التجديف
لا تقيّد الحكومة الباكستانية المنشورات الدينية، ولكنها تقيد مع ذلك الحق في حرية التعبير فيما يتعلق بالدين. يُحرَّم التحدث ضد الإسلام، ونشر حملة عن الإسلام أو أنبيائه. ينص قانون العقوبات الباكستاني على عقوبة الإعدام أو السجن المؤبد لأي شخص يدنّس اسم محمد، كما ينص قانون العقوبات هذا على عقوبة السجن مدى الحياة إذا ما دُنّس القرآن، والسجن لمدة تصل إلى عشر سنوات بتهمة إهانة المعتقدات الدينية للآخرين، بقصد إثارة المشاعر الدينية.
تعتبر قوانين التجديف في باكستان إشكاليّة، في كل من صيغتها وتطبيقها، وكانت مصدرًا للكثير من الجدالات والضرر منذ ثمانينات القرن العشرين. حوكم مسلمون شاركوا في مناظرة عامة حول دينهم بتهمة التجديف. اغتيل الوزير الاتحادي لشؤون الأقليات، شهباز بهاتي، في 2 مارس عام 2011، بسبب موقفه المعادي دومًا للقوانين، وقُتل حاكم البنجاب، سلمان تيسير، على أيدي حراسه الشخصيين في 4 يناير عام 2011، بسبب دعمه للمتهم بالتجديف.
تتوفر الكتب والنصوص المسيحية في كراتشي، وفي مكتبات السفر المتجولة. تتوفر النصوص الهندوسية والبارسية مجانًا. يمكن استيراد الكتب والمجلات الأجنبية بحرّية، ولكنها تخضع للرقابة بالنسبة للمحتوى الديني.